# بخش واشنگتن (شهرستان پارک، ایندیانا)
بخش واشینگتن (به انگلیسی: Washington Township) یک منطقهٔ مسکونی در ایالات متحده آمریکا است که در شهرستان پارک، ایندیانا واقع شده‌است. بخش واشینگتن ۱٬۳۰۲ نفر جمعیت دارد و ۲۲۳ متر بالاتر از سطح دریا واقع شده‌است.